# Station Danby
Danby is een spoorwegstation van National Rail in Danby, Scarborough in Engeland. Het station is eigendom van Network Rail en wordt beheerd door Northern Rail. 